# Verka Serduchka

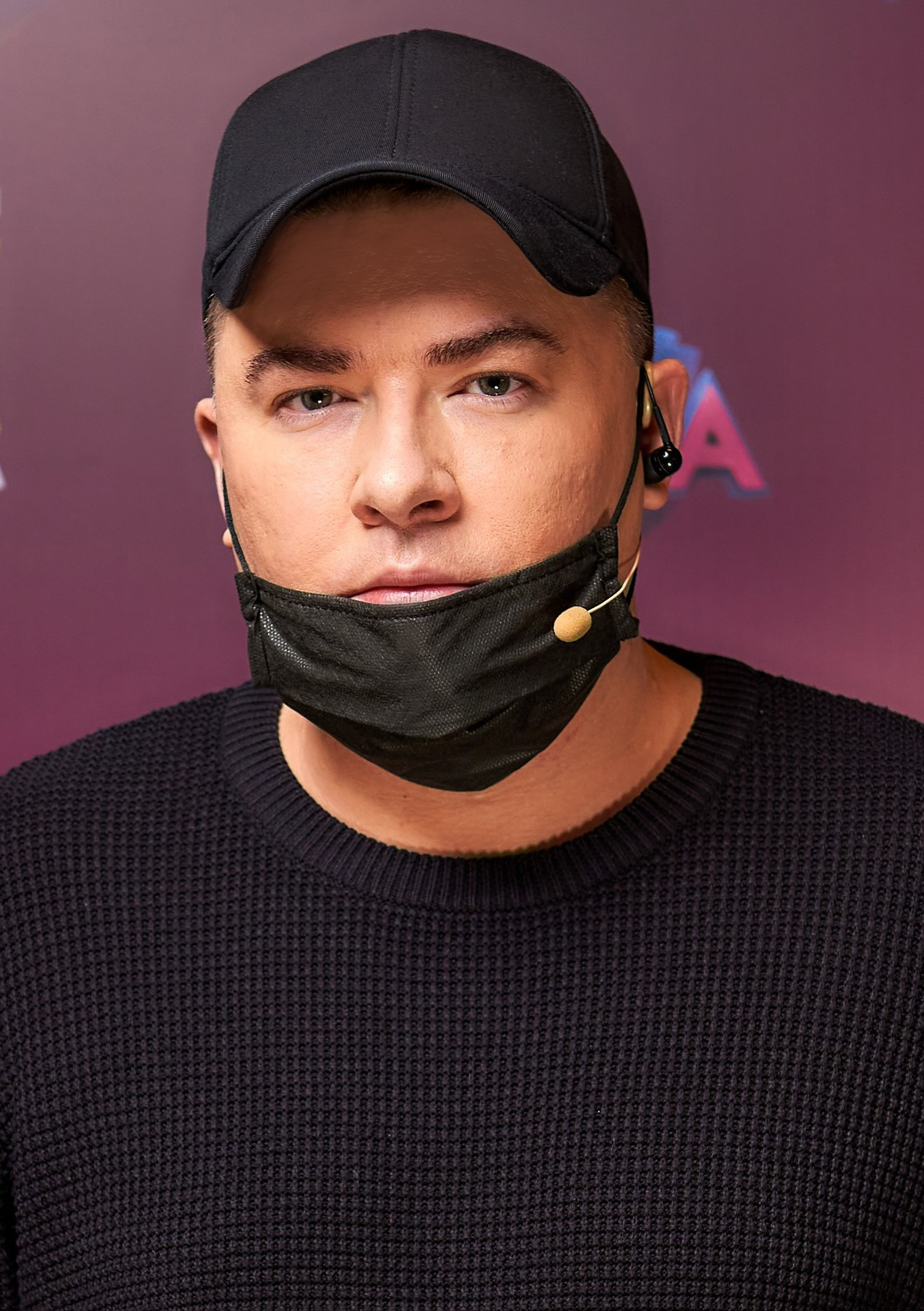
Andriy Danylko, 2021

Andriy Mijáylovich Danilko (en ucraniano: Андрій Михайлович Данилко, en ruso: Андрей Михайлович Данилко; Poltava, Ucrania, entonces parte de la Unión Soviética; 2 de octubre de 1973) es un actor, comediante y cantante ucraniano, más conocido por su personaje de Verka Serduchka (Верка Сердючка en ruso y ucraniano). Representó a Ucrania en Eurovisión 2007, quedando en 2° lugar. Ese mismo año ganó el Premio Barbara Dex al concursante de Eurovisión "peor vestido" del año.

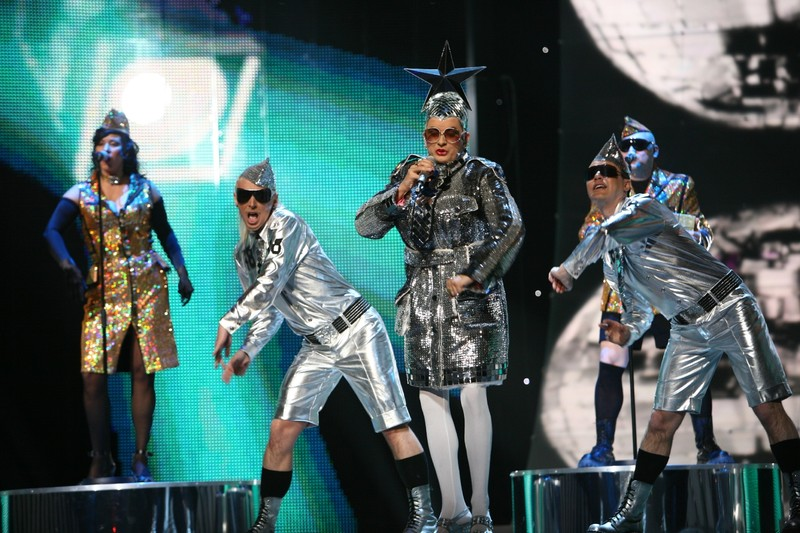
Verka Serduchka
Eurovision Song Contest 2007 in Helsinki

## Biografía
Danilko es más conocido como Verka Serduchka o simplemente Serduchka. Para interpretar sus canciones, Danilko se personifica como Serduchka utilizando la técnica del transformismo; se viste de una mujer robusta, rústica y estrafalaria. Ha grabado varios discos en Rusia bajo el sello de la compañía CD Land. Sus temas los interpreta generalmente en ruso y en ocasiones en ucraniano. Goza de popularidad en este país, en su natal Ucrania y en otras ex repúblicas soviéticas. Varios años ha participado en los especiales de año nuevo de las televisiones rusas. Ha grabado duetos con artistas rusos, los cuales han sido populares en la radio de Europa del Este. Entre otros ha hecho duetos con Alla Pugacheva y el grupo Via Gra.
En 2009, mientras grababa la canción Ya papala na lubov (que fue número 1 en Ucrania durante tres semanas), le dieron el título del artista más famoso a nivel internacional de Ucrania. Dos años después, le entregaron la Medalla al cantante de Ucrania "en ucraniano" «Народний артист України» por ser uno de los artistas más importantes de Ucrania.

## Eurovisión 2007

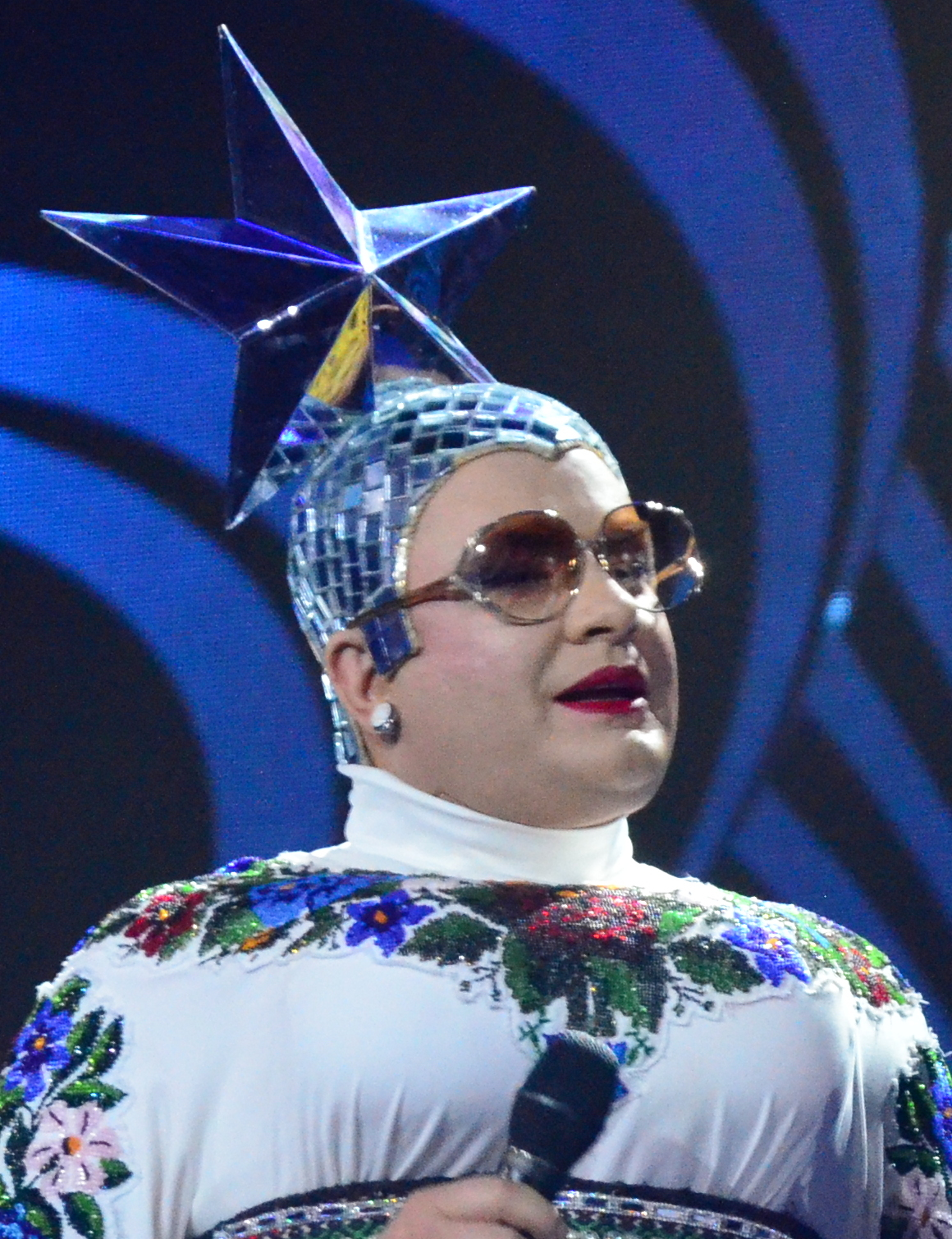
Verka Serduchka

Verka Serduchka obtuvo el 2.º lugar representando a Ucrania en el Festival de la Canción de Eurovisión 2007 con la canción Dancing Lasha Tumbai ("Bailando el Lasha Tumbai"), anteriormente conocida como Danzing, en la que empleó sus dotes lingüísticas utilizando el inglés, el alemán y el ucraniano. 
La participación de Verka Serduchka en este concurso creó mucha controversia. Algunos protestaron por que un travesti representara a Ucrania, mientras que otros alegaban que su canción "Lasha Tumbai" en realidad significaba "Russia goodbye" (Adiós Rusia), haciendo una referencia la separación de Rusia y Ucrania. Danylko negó tales acusaciones. Sin embargo, en 2022 tras el comienzo del conflicto bélico entre Rusia y Ucrania, sí decidió cambiarlo a "Russia Goodbye".
Aun así, la canción se convirtió en una de las más famosas de 2007, consiguiendo entrar en el CD Verano 5 estrellas, junto con canciones como Grace Kelly de Mika o Girlfriend de Avril Lavigne.

## Eurovisión 2011
Verka expresó su deseo de participar en la edición de 2011 compitiendo así con Anastasia Prikhodko (representante por Rusia en Eurovision 2009). En diciembre, 15 candidatos compitieron por representar a Ucrania, aunque la decisión final se dio a conocer el 27 de febrero de 2011. Finalmente, no fue él el elegido.

## Juez
- De 2016 a 2020 Andriy Danilko fue miembro del jurado del programa "Concurso de Eurovisión - Selección Nacional"[1]
- Desde 2016 es miembro del jurado y mentor del programa de talentos "X-Factor" del canal de televisión STB[2]

## Compromiso político y social
En marzo, después de que el ejército ruso invadiera Ucrania, Verka publicó una foto en todos sus canales de redes sociales donde él y “Madre” señalaban con el dedo con la leyenda: 
“¡Fuera! ¡Salir! ¡Salir! ¡Manténganse unidos y no se rindan! Esta multitud mentirosa nunca destruirá nuestra verdad. Ayude a los militares, ayude a las fuerzas de defensa del área y ayúdense unos a otros"
El 10 de junio de 2022, como Verka, él y su banda dieron un concierto para los soldados ucranianos y sus familias en el metro de Kiev.
El 21 de junio de 2022 actuó Andriy como Verka con su banda en el maratón televisivo benéfico internacional Embrace Ukraine en Ámsterdam - #StriveingTogether organizado en apoyo de Ucrania con la participación de muchos exparticipantes de Eurovisión conocidos de la compañía de medios más grande de Ucrania. 1+1 Media, y el mayor festival de Europa del Este, el Atlas Festival. El evento se llevó a cabo en la Plaza de los Museos (Ámsterdam) con el objetivo de recaudar fondos para la compra de equipos médicos para los centros de salud que ayudan a los heridos y lesionados durante la guerra en Ucrania.
En enero de 2013, Andriy Danylko compró un Rolls-Royce de 1974, que alguna vez fue propiedad de Freddie Mercury, en el Autosport International Show de Birmingham con la intención de donarlo a un museo. Esta idea fracasó a lo largo de los años porque no había un museo adecuado sobre el tema en Ucrania. El trato se hizo por teléfono y pagó £ 75.000 por el coche.
El 5 de noviembre de 2022, ofreció el automóvil en la casa de subastas de Londres Sotheby's para ayudar a financiar la construcción de un moderno centro de rehabilitación y prótesis en Ucrania con la venta del automóvil. Este centro está diseñado específicamente y es un proyecto de Superhumans Center.
El coche fue subastado por el director general y cofundador de WhiteBIT, Volodymyr Nozov, por £ 250.000  o 289.000 euros. La casa de subastas renunció a las tarifas habituales, por lo que la prima del comprador de £ 36,250 también se destinó al proyecto Superhumans Center.

## Discografía
- Я рождена для любви[10] - (Ya rozhdena dlya lyubvi - Yo he nacido para el amor) (1998)
- Гоп-гоп (Gop-pop - salta salta) (2002)
- Чита дрита (Chita drita) (2003)
- Ха-ра-шо (Ja-ra-sho - Bien) (2003)
- Жениха хотела (Zhenija jotela - Quería un novio)(2004)
- После тебя (Posle tebya - Después de ti) (2005)
- Новые песни Верки Сердючки (Novye pesni Verki Serdyuchki - Las nuevas canciones de Verka Serdyuchka) (2006)
- Tralli-Valli (2006)
- Dancing Europe (2007)
- Dancing Lasha Tumbai (2007)
- Ya popala na lubov (2009)